# August
August, lat. IMP·CAESAR·DIVI·F·AVGVSTVS, (Rim, 23. rujna 63. pr. Kr. – Nola kod Napulja, 19. kolovoza 14.), punim imenom Gaj Julije Cezar Oktavijan (lat. Gaius Julius Caesar Octavianus), pranećak Julija Cezara (unuk Cezarove sestre Julije), bio je trijumvir u drugom trijumviratu, a kasnije i prvi rimski car.
Premda su njegovim dolaskom na vlast očuvane dotadašnje forme Rimske Republike, vladao je autokratski preko 40 godina kao jedini i nikom odgovorni gospodar moćnog Rima. U zasluge mu se, između ostalog, ubraja privođenje kraju gotovo stogodišnjeg razdoblja građanskih ratova i donio Rimu mir (Pax Romana), razvoj i napredak, te udario temelje rimskoj imperijalnoj veličini. Imenom Oktavijan, u povijesti je ostao poznat pod imenom August, što je ustvari titula koju mu je dodijelio Senat 27. pr. Kr., a znači Uzvišeni, pa se u povijesti uvriježilo da se tim činom, ta godina računa i kao početak Rimskog Carstva.

## Cezarov nasljednik
August je rođen u Rimu, pravim imenom Gaj Oktavije Turin (lat. Gaius Octavius Thurinus). Njegov otac, također Gaj Oktavije, potječe iz čestite, iako ne previše istaknute obitelji, a bio je na funkciji namjesnika Makedonije prije smrti 59. pr. Kr. Njegova majka Acija bila je nećakinja tada rimskog vojskovođe, a kasnije i diktatora, Gaja Julija Cezara, kćer njegove sestre Julije.
Nakon očeve smrti njegova majka se udala za Lucija Marcija Filipa, koji će gotovo odmah nakon vjenčanja postati konzul. O svom "novom" ocu budućem caru će ostati samo lijepe uspomene što potvrđuju njegove darovnice i pokloni ostarjelom očuhu nakon što je Oktavijan preuzeo vlast u Rimu. Kada je imao 12 godina preminula mu je baka Julija i budući August je imao čast održati govor. To je izvršio tako dobro da ga je zamijetio bakin brat Julije Cezar koji je tada bio bez djece. Kada se 49. godine pr. Kr. Cezar pobunio i osvojio Rim on poziva Augusta i daje mu prve državne dužnosti iako on ima samo 15 godina. Dvije godine potom (46. pr. Kr.) Cezar ga poziva da mu se pridruži u vojnom pohodu u Hispaniji. Tijekom puta Oktavijanov brod je potonuo, a on sam, s malenim brojem preživjelih, dospio je na neprijateljsko područje. Njegov uspješan proboj do Cezara je iznenadio rimskog diktatora u čijim je očima August naglo porastao. Nakon tamošnje pobjede i povratka u Rim, Julije Cezar shvaćajući nužnost daljnjeg školovanja svog potencijalnog nasljednika šalje ga zajedno s političkim talentiranim Gajom Mecenom i vojno talentiranim Agripom na područje današnje Albanije. Tamo Oktavijan dobiva posljednji poklon od praujaka Julija Cezara kada ga ovaj 44 godine pr. Kr. proglašava drugim čovjekom u državi (glavni pomoćnik rimskog diktatora). Nedugo potomu Oktavijanov je dobročinitelj ubijen.
Protivno savjetima majke i tamo prisutnih vojnih časnika August na vijest o Cezarovoj smrti ide u Italiju kako bi preuzeo "očevo" nasljedstvo jer ga je Julije Cezar proglasio svojim glavnim nasljednikom. Njegov dolazak pozdravio je Senat koji se nadao ovog mladića, "sina" i nasljednika u vojsci popularnog Cezara upotrijebiti protiv vojska cezarovih ubojica i Antonija. Na opće iznenađenje senatora August će tijekom sljedećih 14 godina najprije izigrati njih, potom cezarove ubojice Kasija i Bruta, vlastite suradnike Seksta Pompeja i Lepida, a na kraju i samog proslavljenog generala Marka Antonija.

## Augustove najznačajnije titule
Dok je tijekom građanskog rata Oktavijan bio nemilosrdan prema protivnicima što je dovelo do stvaranja mržnje običnog stanovništva prema okrutnom vođi nakon pobjede on postaje milostiv davajući oproste gotovo svima (Cezarion je bio izuzetak). Kao veliki političar on tada zna da treba pridobiti srca stanovništva kako bi mogao nastaviti vladati.
Prve tri godine nakon rata Oktavijan, koji se još od doba svoga testamentarnog usvajanja voli nazivati Cezar (zbog promidžbene snage ovog imena), nastavlja vladati kao tijekom rata s minimalnim obzirom na kršenje zakona. Tada 27. godine pr. Kr. na iznenađenje stanovništva on vraća Senatu nadzor nad vojskom i provincijama. To davanje ipak nije bilo bez jamstava pošto je te, kao i prethodnih godina, Oktavijan bio konzul, što ga je činilo praktički nedodirljivim. Također njegova politička baza se i dalje nalazila među bespogovorno vjernim vojnicima kao i svima onima koji su imali ekonomske ili političke koristi od njega tijekom građanskog rata.
Da bi se riješila ova situacija tijekom siječnja 27. pr. Kr. Senat Oktavijanu dodjeljuje naslove Augustus i Princeps. U prijevodu značenje prve je uzvišeni, a druge prvak. Prije Oktavijana naslov Princeps su dobivali stariji, veoma poštovani senatori čija imena su se uvijek pisala prva u popisima članova Senata. Također se ova titula davala osobama koje su se iskazale u služenju države. Zbog ta dva razloga on je zavolio te naslove kao i treći, onaj imperatora, koji se do tada koristio samo za vojne pobjednike, a koji je Oktavijan zaslužio tijekom građanskog rata. Kako je na kraju trebao ipak izabrati u službenim dokumentima izdanim nakon 27. pr. Kr. kao njegovo ime se uvijek navodi Imperator Caesar August.
Nakon smrti pontifexa maximusa (vrhovnog svećenika) Marka Lepida 13. pr. Kr. Oktavijan dobiva i ovu naslov koji će se dodjeljivati svim rimskim carevima do 376. godine kada prelazi u ruke papa koji ga imaju sve do današnjih dana.

## Novi politički sustav
Kada je 27. pr. Kr. August prepustio sve položaje koje je držao od doba građanskog rata (osim onog konzula) Senat se našao u nedoumici što učiniti, tako da jedina njegova konkretna odluka postaje vraćanje svom vladaru svih njegovih položaja. Bez obzira na potpunu kontrolu države Oktavijan August u potpunosti shvaća da ga niti narod niti Senat neće prihvatiti kao nekog istočnog apsolutističkog monarha nego da postoji nužnost stvaranja dogovora o podjeli vlasti kako bi se sačuvao privid opstanka republike.
U dogovoru koji će uslijediti August priznaje Senat kao najviši državni organ od kojeg potječe sva vlast u Rimu. Da to ne bi ostale samo prazne riječi, princeps (u ovom slučaju August) će dobivati vremenski ograničen mandat vladanja. Nakon isteka razdoblja za koje je bio izabran Senat ima ovlast izglasati novi mandat dotadašnjem princepsu ili postaviti nekog drugog na tu dužnost. Također u slučaju smrti princepsa, bez obzira na njegovu oporuku, on neće dobiti svog nasljednika do trenutka kada ga Senat izabere. Posljednja točka ovih Augustovih ustupaka postaje mogućnost Senata da bilo kada opozove princepsa. Tu mogućnost će kasnije iskoristiti rimski Senat kako bi opozvao mandat dan Neronu i Maksiminu
Senat će s druge strane tijekom ovog dogovora iz 27. i potom 23. pr. Kr. prepustiti položaje princepsa, de facto tribuna i rimskog cenzora, vojnog zapovjednika grada Rima, vrhovnog vojnog zapovjednika i glavnog prokonzula. Osim potpuno jasne kontrole nad rimskom vojskom ostali naslovi davali su Augustu mogućnost veta u Senatu, dopuštenje da sjedi između dva konzula i nosi fasces, saziva Senat, kontrolira izbore i mogućnost da govori prvi na sjednicama. Nakon nekoliko godina mira Senat je sa zadovoljstvom dao te sve naslove Oktavijanu iz čistog straha od mogućeg budućeg građanskog rata, ako bi ga se oborilo. Augustova moć će doći do svog vrhunca kada on 23. pr. Kr. leži teško bolestan u očekivanju smrti. Na opće iznenađenje svih koji su mislili da je njegov osobni cilj uspostava monarhije on na svojoj samrtnoj postelji državne dokumente daje svom konzulskom kolegi, dok prsten daruje generalu Agripi.  Tim potezom on se bio odrekao svoga zeta zbog čega dobiva gotovo mitske karakteristike u tadašnjoj državnoj promidžbi. Kada nakon ozdravljenja on odbija ponovno biti konzul za sljedeću godinu u Rimu dolazi do građanskih nemira kojima je tamošnje stanovništvo spriječilo bilo koga drugog da postane konzul na Augustovom mjestu. Ako ne ranije, tada su i najvatreniji republikanci u Senatu shvatili narodnu ljubav prema princepsu i činjenicu da se nalaze u njegovoj potpunoj moći. Kao znak poštovanja, August je 5. veljače 2. pr. Kr. proglašen za patris patriae (oca domovine).

## Narod
Rimski narod je istinski volio svoga Augusta. Za tu ljubav možemo naći više nego dovoljno razloga koje je ovaj politički spretan vladar stvarao. Te manipulacije možemo vidjeti još tijekom građanskog rata kada 32 godine pr. Kr. August protuzakonita dolazi do testamenta Marka Antonija kako bi dobio narodno podršku za svoj rat. Kako je u testamentu pisalo da rimski heroj i general Marko Antonije želi biti pokopan uz egipatsku kraljicu Kleopatru narod ga je u afektu proglasio izdajnikom i zakunuo se na vjernost Augustu (a ne rimskoj državi !!) Nakon pobjede u ratu i dolaska mira malo iz straha zbog njegovih okrutnosti tijekom rata, malo iz zahvalnosti za ponovni dolazak mira prvi put nakon 20 godina Senat i narod mu je dodjeljivao bezbroj titula. Neke od njih je prihvaćao nakon prvobitno žestokog odbijanja, dok je druge definitivno odbio čime uspijeva stvoriti sliku sebe kao skromne osobe koja se žrtvuje za državu.
Tu sliku on je htio uvijek zadržati znajuću veoma dobro da mu daje popularnost u narodu. U skladu s tom politikom nakon obje drastične ustavne promjene u njegovu korist 27. i 23. pr. Kr. on bi napustio Italiju i krenuo u inspekciju provincija dok se stvari ne slegnu.
Osim tih čisto političko-manipulativnih igara August je stvarno radio za boljitak svog stanovništva. Nakon što mu je Senat dao upravljanje dostavom hrane za Rim glavni grad više nije imao nikakve probleme u svezi s tim. Gradnja velikog broja cesta, vodovoda i termi tijekom njegove vladavine je također svima upadala u oči. Tu dužnost kao i mnoge slične on je prihvatio "protivno svojim željama" tek kada mu ih je Senat uvalio zbog nedostatka novca. August s druge strane je veoma rijetko patio od toga pošto ima potpunu političku i ekonomsku kontrolu nad Pirinejskim poluotokom, Bliski Istokom, Egiptom i Galijom. O svim tim važnijim radovima koje financira iz "vlastitog džepa" on izdaje malene novine kako bi stanovništvo za njih znalo. Sličnu sudbinu doživljavaju i financijske krize kada državi zatreba novca o čemu su nam i ostali zapisi. S druge strane nigdje se ništa ne navodi o trenucima kada on posuđuje novac od države...
U usporedbi s republikanskim dobom tijekom njegove vladavine provincije doživljavaju ekonomski procvjet praktičkim nestankom korupcije. Tijekom Rimske republike guverneri koji upravljaju provincijama znaju da tijekom svog mandata od nekoliko godina moraju skupiti dovoljno novca za nastavak političke karijere u Rimu. Sada je s tom tradicijom u potpunosti prekinuto pošto guverneri ovise u Augustu. U slučaju njihovog naglog bogaćenja dok se nalaze u provinciji njima prijeti istraga i moguće pogubljenje.
Svi ti razlozi zajedno dovode postepeno među običnim pukom do mistifikacije Augusta kojemu se kasnije i dodjeljuje titula oca domovine. S druge strane zbog mira i naglog ekonomskog procvata tijekom njegove vladavine za epohu 30 pr. Kr. - 14. se zna upotrijebiti i pojam Pax Augusta.

## Veliki nepotist
Bez obzira na velike političke sposobnosti, August je bio nepotist. U njegovu pogledu na svijet nakon Cezara uvijek mora biti Cezar. Ta sklonost se počela ukazivati još početkom njegove vladavine kada on 25. pr. Kr. udaje svoju jedinu kćer Juliju za Marcela, sina svoje sestre Oktavije, koji tako uskoro postaje njegov nasljednik. Nakon njegove smrti tu dužnost preuzima general Marko Vipsanije Agripa, veliki Augustov prijatelj iz doba građanskog rata. Kada su nakon Marcelove smrti nove generacije iz njegovog obiteljskog kruga postale punoljetne one dobivaju sve najpopularnije državne dužnosti kako bi postali poznati. Jedina po njih negativna pojava tog Augustovog razmišljanja je nužnost ženidbe unutar obiteljskog kruga. Tako 20. pr. Kr. Agripa i budući car Tiberije (sin Augustove žene Livije) dobivaju zadatak ići u istočne provincije kako bi prisilili Parte da vrate obilježja rimske vojske osvojena tijekom Krasovog debakla 53. pr. Kr. Nakon uspješno obavljenog posla Tiberije se morao oženiti za Agripinu kćer poslije čega postaje slavni general koji osvaja Alpe zajedno sa svojim bratom Druzom (koji je oženio kćer Augustove sestre). Augustov očekivani nasljednik Gaj Cezar je također bio prisiljen oženiti se za potomkinju careve sestre Oktavije. Neupitna činjenica za posljednjih 30 godina vladavine ovog cara postaje da nitko ne može držati popularne državne dužnosti ako ne spada u njegov obiteljski krug.
Jedini konkretni debakl ove politike postaje političar i general Var, unuk Augustove sestre Oktavije, koji je također oženio unuku od Oktavije. Ovaj general će 9. biti potpuno potučen od Arminija tijekom bitke u Teutoburškoj šumi kada će izginuti 3 rimske legije.

## Vojska i vanjska politika
Velika većina tadašnjih političara nije shvaćala pouku rimskih građanskih ratova iz 1. stoljeća pr. Kr. - moć iz Senata je nakon Marijanskih reformi prešla u ruke vojske. Za razliku od njih August je toga bio potpuno svjestan pa je počeo uvoditi reforme kako bi lojalnost rimskih legija vezao uz svoju ličnost. Osnovni problem ovog razdoblja je što učiniti s vojnicima nakon što postanu prestari za vojsku. Tijekom građanskih ratova pobjednik bi najčešće oduzeo zemlju poraženima i potom je dodijelio svojim veteranima.
Ta efikasna politika tijekom rata se nije mogla provoditi bez građanskih ratova pošto su svi veterani tražili zemlju u Italiji, a ne nekoj "zabačenoj" provinciji. Kako bi se to riješilo August osniva prvi mirovinski fond u povijesti. Po njemu vojnici su trebali služiti između 16 i 20 godina nakon čega bi im se iz carevog mirovinskog fonda kupilo zemljište. Tim potezom lojalnost svih vojnika je vezana uz cara pošto su znali da ih za lojalno služenje na kraju čeka nagrada.
Ipak niti s tim "poklonom" August nije mogao biti potpuno siguran tako da se osnovna vojna politika cijele njegove vladavine svela na smanjivanje vojnih snaga na najmanju moguću mjeru. Nigdje se to nije bolje prikazalo nego u trenutku završetka građanskog rata. Jednim potezom pera on smanjuje broj rimskih legija s 60 na 28 smanjujući tako istovremeno financijski pritisak na državni budžet.
S tako smanjenim vojnim snagama Augustu neki veliki budući ratovi više nisu bili interesantni. To je najbolje prikazano 4. godine kada njegov unuk i prestolonasljednik Gaj Cezar umire od rane koju mu je nanio partski časnik. Bez obzira na to August je sklopio mirovni sporazum s Partskim Carstvom. S takvom vojnom situacijom on u vanjskoj politici vodi samo "nužne" ratove čiji cilj postaje zaokruživanje rimskog teritorija. U skladu s takvom politikom rimska vojska osvaja posljednja nezavisna brdovita područja Pirineje, Alpe, obalni dijelovi Afričke obale Sredozemnog mora, dio Male Azije nakon čega je Sirija dobila kopnenu vezu s Dardanelima. Jedina dva "ozbiljnija" projekta ove vladavine što traje 45 godina su osvajanje onoga što će postati rimska provincija Dalmacija (čime se Italija kopnenim putem povezala s Grčkom) i pokušaj pomicanja granice s rijeke Rajne na Elbu. Nakon Varove katastrofe taj projekt će do kraja Augustove vladavine biti stavljen na čekanje.
Kako bi nadoknadio nedostatak vlastitih vojnika u zaštiti Rimskih granica Oktavijan je izmislio posebni okvir vanjske politike. Malena vazalna kraljevstva tijekom njegove vladavine neće biti anektirana nego zadržavaju ograničenu samostalnost. Cilj te politike je bila podjela obrambenog tereta s tim državicama. Takvih državica je bilo mnogo ali kao najpoznatiji primjeri u povijest su ušli Mauritanija, Judeja i Tracija koji su čuvali sjeverno-afričku, azijsku i balkansku granicu Carstva.

## Ostavština
Gledajući iz današnje perspektive, August je otac današnje europske civilizacije (kao što je Ćin Ši Huangdi za kinesku). Prije njegove vladavine, rimska država se nalazila gotovo 100 godina u socijalnim nemirima, građanskim ratovima i pod vlašću raznih diktatora (Gaj Marije, Sula, Cezar). Toj politički oronuloj tvorevini on je svojim reformama dao još mnogo godina života. U današnjem političkom smislu najvažnija posljedica njegovih reformi je preživljavanje ideje da vlast potječe od naroda (republikanska ideja) pošto je ona bila osnova njegovog političkog sustava. Ako gledamo utjecaj njegovih reformi na svakodnevni život ljudi, njegova ostavština su policija, vatrogasci i mirovinsko osiguranje pošto su oni osnovani tek tijekom njegove vladavine.
Gledajući iz Augustove perspektive ostavština mu je potpuno uništena. On je vladao 41 godinu (27. pr. Kr. - 14.), a svi njegovi potomci će biti likvidirani u sljedećih 54. Princepsi koji dolaze nakon njega su postepeno uništavali njegov politički program svojim neshvaćanjem situacije. Tiberije odustaje od nužnosti stalnog reizbora kako bi se zadržao republikanski privid, Kaligula želi postati i de facto apsolutistički vladar, a Klaudija izabire vojska namjesto Senata, dok Neron toliko troši državno blagajnu i uništava državu da je nakon njega završila vladavina cijele Julijevsko-Klaudijevske dinastije. Također svojim reformama budući carevi uvećavaju rimsku vojsku narušavajući tako ravnotežu civilne i vojne administracije što će rezultirati generalima koji se bore za carsku krunu (kriza 3 stoljeća). Bez obzira na koji način će budući carevi dolaziti na vlast oni će kao svoju titulu uvijek uzimati Augustovo ime.
August se i sam okušao u pisanju, ali su nam se njegova manja djela izgubila. Među njima se nalazila jedna pjesma, knjiga epigrama, jedan autobiografski spis, biografija Druza i dr. Za povijest rimske književnosti važan je njegov autobiografski spis u kojem je opisao svoja politička i vojna djela. On je bio uklesa u 2 stupa pred carevim mauzolejem u RImu i prepisivan po mnogim gradovima carstva. Jedan takav prijepis pronađen je 1555. u Ankari urezan na mjedenim pločama na latinskom i grčkom jeziku, pa mu odatle ime "Spomenik iz Ankare" (Monumentum Ancyranum). U njegovu otkrivanju sudjelovao je hrvatski humanist Antun Vrančić. Drugi mu je naslov, prema početku samog teksta "Djela božanskog Augusta" (Res gestae divi Augusti). Djelo je pisano jednostavim i odmjerenim stilom.

## Smrt
Osjećajući da mu se bliži kraj života August je tijekom proljeća 14. godine donio odluku o nasljeđivanju. No, ta odluka trebala je biti donesena suptilno tako da se narod ne prepadne autokracije monarhije. Narod je htio da on za svog nasljednika proglasi popularnog Germanika (sin Tiberijevog brata Druza), ali on je to djelomično odbio smatrajući da je on s manje od 40 godina premlad za najvišu državnu dužnost. Istovremeno želeći urediti nasljeđivanje države na duže razdoblje on za svog nasljednika proglašava Tiberija koji bi potom, prema dogovoru s Augustom, trebao postaviti Germanika za svog nasljednika. Tijekom kolovoza 14. godine Augustovo zdravstveno stanje se drastično pogoršalo pa je pozvan Tiberije kako bi kao nasljednik bio uz njega tijekom posljednjih dana života. August je preminuo 19. kolovoza 14. godine, a njegove posljednje riječi su bile:
To je rekao jer je i u tom trenutku veoma dobro znao da je svojom glumom uspio prodati apsolutističku diktaturu republikanskom Rimu.
Nakon smrti August je bio kremiran, a njegovi posmrtni ostaci su stavljeni u Augustov mauzolej, a sam August je uvršten među bogove u panteon. Oni su se tamo nalazili sve do 410. godine kada su ih Goti tijekom pljačke grada razasuli.
Kako Rim tada bez obzira na današnje raširene pretpostavke nije bio monarhija proći će gotovo mjesec dana prije nego što će Senat izglasati rezoluciju kojom Tiberije 18. rujna 14. godine postaje novi car.

### Internetski izvori
- Res Gestae Divi Augusti
- Svetonijeva biografija
- Rimska povijest Kasija Dija
- Augustov život iz pera Nikole od Damaska
- The Via Iulia Augusta
- Galerija antičke umjetnosti: August
- Augustov humor  Arhivirana inačica izvorne stranice od 27. rujna 2007. (Wayback Machine)

### Knjige
- Bourne, Ella. "Augustus as a Letter-Writer," (Knjiga 49, 1918.): 53–66.
- Bowersock, G. W. 1990.  Kurt A. Raaflaub and Mark Toher (urd.) (ur.). Between Republic and Empire: Interpretations of Augustus and his Principate. Berkeley. str. 380–394. ISBN 0-520-08447-0
- Bunson, Matthew (1994). Encyclopedia of the Roman Empire. New York: Facts on File Inc. ISBN 0-8160-3182-7
- Chisholm, Kitty and John Ferguson. (1981.). Rome: The Augustan Age; A Source Book. Oxford. ISBN 0-19-872108-0.
- Kasije Dio, The Roman History: The Reign of Augustus, London, Penguin Books, 1987., ISBN 0-14-044448-3.
- Eck, Werner (2003.) The Age of Augustus. Oxford. (tvrdi uvez, ISBN 0-631-22957-4; meki uvez, ISBN 0-631-22958-2).
- Eder, Walter. (2005.). "Augustus and the Power of Tradition," ur. Karl Galinsky, 13-32. Cambridge, New York (tvrdi uvez, ISBN 0-521-80796-4; meki uvez, ISBN 0-521-00393-8).
- Everitt, Anthony (2006.) Augustus: The Life of Rome's First Emperor. ISBN 1400061288.
- Green, Peter. 1990. Alexander to Actium: The Historical Evolution of the Hellenistic Age. Hellenistic Culture and Society. Berkeley, CA; Los Angeles; London. ISBN [[Special:BookSources/0-520-05611-6 (tvrdi uvez); ISBN 0-520-08349-0 (meki uvez)|0-520-05611-6 (tvrdi uvez); [[Međunarodni standardni knjižni broj|ISBN]] [[Posebno:Traži ISBN/0-520-08349-0|0-520-08349-0]] (meki uvez)]] Provjerite vrijednost parametra |isbn=: invalid character (pomoć)
- Gruen, Erich S. (2005). "Augustus and the Making of the Principate,", ur. Karl Galinsky, 33-51. Cambridge, MA; New York; (tvrdi uvez, ISBN 0-521-80796-4; meki uvez, ISBN 0-521-00393-8).
- Kelsall, Malcolm. "Augustus and Pope," (Knjiga 39, br. 2, 1976.): 117–131.
- Rowell, Henry Thompson. (1962.). The Centers of Civilization Series: Volume 5; Rome in the Augustan Age. Norman. ISBN 0-8061-0956-4
- Williams, John.  "August". (2017.). ISBN 978-953266901-5

## Vanjske poveznice

### Ostali projekti
|  | Zajednički poslužitelj ima stranicu o temi Gaius Julius Caesar Octavianus |
|  | Zajednički poslužitelj ima još gradiva o temi August                      |

| August Julijevsko-Klaudijevska dinastijaRođ. 23. rujna 63. pr. Kr. Umr. 19. kolovoza 14. po. Kr. | |                                                                   |
| Rimski carevi                                                                                    | |                                                                   |
| Nova služba                                                                                      | Car Rimskoga carstva 27. pr. Kr. – 14. po. Kr. | nasljednik Tiberije                                               |
| Političke dužnosti                                                                               | |                                                                   |
| prethodnik Aulo Hircije i Gaj Vibije Pansa Cetronijan                                            | konzul (Suffect.) Rimske Republike kolega Kvinto Pedije 43. pr. Kr. | nasljednik Marko Emilije Lepid i Lucije Munacije Plank            |
| prethodnik Marko Antonije i Lucije Skribonije Libon i Lucije Emilije Lepid Paul (Suffect.)       | konzul Rimske Republike kolega Lucije Volkacije Tul 33. pr. Kr. | nasljednik Gnej Domicije Ahenobarb i Gaj Sosije                   |
| prethodnik Gnej Domicije Ahenobarb i Gaj Sosije                                                  | konzul Rimskoga Carstva 31. pr. Kr. – 23. pr. Kr. (navedeni samo kolege ordinariji) Marko Antonije (samo na istoku) i Marko Valerije Mesala Korvin Marko Licinije Kras Sekst Apulej Marko Vipsanije Agripa (dvaput) Tit Stacilije Taur Marko Junije Silan Gaj Norban Flak Gnej Kalpurnije Pizon | nasljednik Marko Klaudije Marcel Esernin i Lucije Aruncije        |
| prethodnik Decije Lelije Balb i Gaj Antistije Vet                                                | konzul Rimskoga Carstva kolega Lucije Kornelije Sula 5. pr. Kr. | nasljednik Gaj Kalvizije Sabin i Lucije Pasijen Rufus             |
| prethodnik Lucije Kornelije Lentul i Marko Valerije Mesala Mesalin                               | konzul Rimskoga Carstva kolega Marko Plaucije Silvan 2. pr. Kr. | nasljednik Kos Kornelije Lentul Getulik i Lucije Kalpurnije Pizon |
| Vjerske titule                                                                                   | |                                                                   |
| prethodnik Marko Emilije Lepid                                                                   | Pontifex Maximus rimske religije 12. pr. Kr. – 14. po. Kr. | nasljednik Tiberije                                               |
| Obiteljski podatci                                                                               | |                                                                   |
| prethodnik Gaj Julije Cezar                                                                      | poglavar Julijevsko-klaudijevske dinastije 44. pr. Kr. – 14. po. Kr. | nasljednik Tiberije                                               |